# Гельмут Талер
Гельмут Талер  (нім. Helmut Thaler, 22 січня 1940) — австрійський саночник, олімпійський медаліст.

## Виступи на Олімпіадах
| Олімпіада     | Дисципліна       | Місце |
| ------------- | ---------------- | ----- |
| Інсбрук 1964  | змішані двійки   | 2     |
| Гренобль 1968 | одиночний розряд | 14    |

## Зовнішні посилання
- Досьє на sport.references.com [Архівовано 12 грудня 2012 у Wayback Machine.]